# Da Internz
Da Internz är en produktionsduo bestående av Marcos "Kosine On Da Beat" Palacios och Ernest "Tuo" Clark. Duon härstammar från Chicago men är numera stationerade i Los Angeles. De har producerat Big Seans singel "A$$" samt Rihannas "Birthday Cake". Duon har även skapat låtar åt Nas, Ludacris, Nelly och Cassie.